# 파파스
파파스(papas)는 대한민국의 남성 5인조 그룹이다.

## 데뷔의 과정
각 40대들은 모두 가수의 백댄서였다. 백댄서 일을 하며 가수의 꿈을 계속하여 키워갔고, 어느 덧 그들은 만나게 되었다. 만난 후 헤어지며 다시 만나자고 기약한 후 2007년에 다시 실제로 만나서 주위의 권유로 놀라운 대회 스타킹에 나간 후, 마이클 잭슨의 린 춤을 따라하면서 폭발적인 인기를 끌은 것이다. 결국 그들은 방송을 본 기획사 대표들의 여러 제의를 받은 끝에 만당 엔터테인먼트에 소속하게 되며 트로트 가수 활동을 하게 된 것이다.

## 데뷔곡 발매
그렇게 만반의 준비를 한 끝에 2007년 5월 21일 "까짓거"로 데뷔하여 놀라운 대회 스타킹에서 특별공연을 하였다.

## 2번째 음반 발매
여전히 꿈을 버리지 않은 그들은 2008년 5월 27일 "파이팅" 앨범을 내어 놨다.

## 흥행실패의 예

### 데뷔곡 흥행실패
데뷔곡을 냈는데도 불구하고 인기가 없어지자, 다시 잠잠해졌다. 음반 발매의 쓴 맛을 본 파파스는 포기하지 않을 것이라고 다짐을 하였고, 새 음반 준비에 서둘렀다.

### 2번째 흥행실패
하지만 오히려 반응은 더 안 좋았고, 결국 수익을 크게 올리지 못했다. 하지만 더 아쉬운 건 놀라운 대회 스타킹에서 받은 상금으로 음반 발매를 한 터라 더욱 아쉬움으로 남았다.